# Smrky v údolí Kamenického potoka
Smrky v údolí Kamenického potoka je skupina původně 31 chráněných smrků ztepilých; ke dni 24.9.2022 z nich zbývá 11. Stromy rostou v hlubokém, lesnatém údolí Kamenického potoka v Hornopožárském lese mezi Kamenicí a Čakovicemi podél silnice II/107.

## Základní údaje
- název: Smrky v údolí Kamenického potoka
- výška: až přes 50 m
- věk: 150–200 let

## Stav stromu
V údolí Kamenického potoka mezi 1. a 2. pravostranným přítokem pod Kamenicí byla vyhlášena skupina památných stromů. Hluboce zaříznuté údolí v nadmořské výšce 350 m představuje pro stromy chráněné místo s dostatkem vody. Nejmohutnější z nich (č. 4) označovaný jako „Těptínský smrk“ byl až do svého pádu při vichřici 25. června 2008 (strom byl nad kořeny napaden hnilobou, takže mohl spadnout kdykoliv) nejmohutnějším smrkem a nejvyšším stromem v Česku. V roce 2003 byl vysoký 58 metrů, obvod měl 515 cm, věk 200 let, výšku koruny 45 m a šířku koruny 14 m. Vypadal zdravě, ale zlom po velmi silném větru ukázal středovou červenou hnilobu až do výše 10 m. Spadl přes potok, silnici a oplocení obory. Kolem sebe zanechal několik dalších exemplářů měřících přes 50 metrů.